# Tetiana Melnyk
Tetiana Melnyk (Ucrania, 2 de abril de 1995) es una atleta ucraniana especializada en la prueba de 4x400 m, en la que consiguió ser medallista de bronce europea en pista cubierta en 2017.

## Carrera deportiva
En el Campeonato Europeo de Atletismo en Pista Cubierta de 2017 ganó la medalla de bronce en los relevos de 4x400 metros, con un tiempo de 3:32.10 segundos, tras Polonia (oro) y Reino Unido (plata).